# Hemilienardia chrysoleuca
Hemilienardia chrysoleuca is een slakkensoort uit de familie van de Raphitomidae. De wetenschappelijke naam van de soort is voor het eerst geldig gepubliceerd in 1923 door Melvill.